# 3 Inches of Blood
3 Inches of Blood var ett kanadensiskt heavy metal-band som bildades i Vancouver, British Columbia 1999. Deras musikaliska stil var först och främst traditionell power metal, med influens av NWOBHM-band från slutet av 1970-talet och början av 1980-talet. De hade även några mindre influenser av thrash metal.

## Biografi

### Första åren, samtBattlecry Under a Wintersunepoken
Gruppen framträdde först med enbart Jamie Hooper som sångare, men Cam Pipes kom med senare. Hooper, Sunny Dhak och Bobby Froese träffades för att göra ett engångsåterföreningsgig med sin gamla grupp, men det gick så bra att de beslutade att fortsätta under ett nytt namn. Pipes hörde deras demo EP i Hot Hot Heat keyboardist Steve Bays hem. Steve var en gammal vän och före detta bandmedlem. Han blev först tillfrågad om att lägga till sång till bandets redan inspelade demo, Sect of the White Worm, och välkomnades som permanent medlem efter att resultaten visade sig falla bandet i smaken. Deras debutalbum Battlecry Under a Wintersun spelades in 2002 med Megarock Records. Denna release gick med nästan obemärkt tills det att bandets brittiska distributionsbolag beslutade att sätta dem som förband på en rockbandet The Darkness turné. Denna exponering gav dem mycket uppmärksamhet och bifall i hårdrockskretsar, och de tecknades av ett stort skivbolags dotterbolag, Roadrunner Records, 2004.

### Advance and Vanquish-epoken
År 2004 lämnade den ursprungliga trummisen, Geoff Trawick och hans bror, basisten Rich Trawick, bandet. Matt Wood från Vancouver-bandet Goatsblood och Brian Redman ersatte dem. De ursprungliga gitarristerna, Sunny Dhak och Bob Froese lämnade bandet kort efter inspelningen, någon gång runt juli 2004, eftersom "de kunde inte längre förbinda sig till turnerande och behövde hantera några personliga angelägenheter" som bandet skrev på sin hemsida. De var även engagerade i ett företag som de hade startat, Bloodstone Press. Det företaget är nu begravt och tillsammans med Mike Payette (som var den tredje av de fyra delägarna i Bloodstone Press) och Matt Wood (som även är en före detta 3 Inches of Blood-medlem sedan juli 2005 och ersattes av Alexei Rodriguez) bildade de rockbandet Pride Tiger. Bandet spelar musik som är mer inriktade på 1970-tals gitarrdriven rock eftersom, som Wood uppgav, "hårdrock blir bara samma sak om och om igen. Så, jag är egentligen inte en hårdrockskille. Ingen av oss är det. Jag är säker på om du studerade bilderna av 3 Inches of Blood, så skulle du kunna skilja ut oss som egentligen inte hörde dit." Sunny och Bobby ersattes av Justin Hagberg och Shane Clark. Roadrunner satte igång en annonskampanj, och spåret "Deadly Sinners" från bandets andra release, Advance and Vanquish, dök upp på många samplade cd-skivor, sammanställningar och även i ett tv-spel (Tony Hawk's Underground 2), vilket skapade en enorm presshype för bandet och gjorde att deras popularitet sköt i höjden, med en plats på 2005 års Road Rage-turné (med band som Machine Head och Chimaira), vilket gav dem många nya fans. 
Justin Hagberg spelade även in gitarrerna på spåret "Dawn of Golden Age" för Roadrunner United: The All Star Sessions 2005. 
I oktober 2006 öppnade bandet en konsert åt Iron Maiden under den amerikanska delen av deras 2006 A Matter of Life and Death-världsturné. Den konserten spelades på Verizon Wireless Amphitheatre i Irvine, Kalifornien.

### Fire Up the Blades-epoken
Bandet skrev hela sin tredje studioalbum i Tacoma, Washington och framförde sina nya låtar på olika platser i närheten av samma delstat. Runt december 2006 hade bandet börjat spela in material för sitt uppföljningsalbum på Armoury Studios i deras hemstad, och avslöjade att titeln skulle bli Fire Up the Blades, med Joey Jordison från Slipknot som musikproducent. En demo vid namn "Goatrider's Horde" som spelades in i Seattle under våren 2006 gjordes senare tillgänglig för streaming på Roadrunners officiella hemsida. En annan demo, "Night Marauders", dök upp i den femte  Battle Metal sammanställningsalbumet som släpptes i 161:a utgåvan av den brittiska tidningen Metal Hammer. 
Bandet turnerade i USA under januari och februari 2007 som förband till Cradle of Filth tillsammans med The 69 Eyes och i mars turnerade de i Storbritannien med Biomechanical. Den 22 mars 2007, bekräftade bandet att det skulle spela på andra scenen på Ozzfest.
Före släppandet av Fire Up the Blades, betonade bandet att albumet skulle vara "mörkare, hårdare och farligare" än sitt debutalbum på Roadrunner Records. "Det här albumet är starkt påverkat av lågkvalitativ öl, bongrökning och lyssna på black metal i mörkret", sade Hooper. "Det låter inte påfallande black metal, det låter fortfarande som oss. Men det är en snabbare, mer intensiv version av oss." Fire Up the Blades släpptes i Japan den 28 maj 2007, och världen i 26 juni, 2007.

#### Jamie Hoopers röstproblem
Jamie Hooper kunde inte sjunga med bandet under 2007 års Ozzfest-turné eftersom han hade problem med halsen, och blev varnad av läkare att han kunde skada sin röst permanent om han inte vilade den. Han uppträdde inte på varken Ozzfest- eller Operation Annihilation-turnéerna. Skrikandet var (och fortsätter att vara) genomfört av gitarristen Justin Hagberg. Jamie Hooper kommer inte att medverka i bandet under hela 2007-2008, men han förväntas återvända till bandet under skrivandet och inspelandet av 3 Inches Of Blood nästa fullängdsalbum för Roadrunner Records.

#### Avskedandet av Alexei Rodriguez
Efter ett slagsmål med Saxon-trummisen Nigel Glockler den 10 november 2007 på Hard Rock Hell-festivalen i Storbritannien, sparkade 3 Inches Of Blood trummisen Alexei Rodriguez och utfärdade en ursäkt för hans beteende. Slagsmålet lämnade Glockler med trasiga glasögon och ett blått öga. Fyra säkerhetsvakter ingrep och slog Rodriguez så allvarligt att han åkte till sjukhus med en bruten armbåge. Hans ersättare är Ash Pearson (från Sound of the Swarm och Just Cause, tidigare i Angel Grinder).

## Missuppfattningar om bandet

### Ett parodiband
Bandets överambitiösa sångstil och högtoniga Rob Halford-liknande sång, kombinerat med utseendet på vissa bandmedlemmar i sin första fotosession efter tecknandet för Roadrunner Records (som hade mer samman med modernt poppunkmode och klädmärken som Atticus) har lett till att vissa ser dem som en parodi på de klassiska hårdrocksnummer som de påstår sig hylla. När frågan ställdes om detta, gav sångaren Cam Pipes följande uttalande: "Bara för att vi är ett gäng unga killar som sjunger om det förträffliga med hårdrock, så betyder det inte att vi är ett skämtband." Nyligen har bandet setts klä sig mer i stil av vad man kan förvänta sig av ett hårdrocksband. Detta är troligtvis på grund av det individuella valet av nya bandmedlemmar som har åkt med på 3 Inches Of Blood-turnéerna, ingen av dem medverkade i marknadsföringsbilderna för Advance and Vanquish.

### Musikgenre
Bandet har då och då blivit betecknade som ett metalcore-band. Faktum är att bandet har mer influenser från hårdrock före 1995, så som Judas Priest, Iron Maiden, och andra band inom NWOBHM. Dessutom är en av de viktigaste hörnstenarna i bandets filosofi en reaktion mot populära moderna genrer som nu metal, metalcore, och screamo. Det är ironiskt då skivbolaget som de är tecknade hos, är ett av de största inom dessa genrer. Detta sammanfattas troligen bäst av sångaren, Jamie Hooper: 
"Vi är i en ganska konstig situation med tanke på den mer moderna raden av musiker på skivbolaget.... Vi är nu metals största fiender, så det är ett konstigt upplägg för oss. Men låt oss bara säga att vi passar mycket bra tillsammans med deras äldre katalog – Annihilator, Pestilence, King Diamond, Suffocation. Vi är mycket nöjda att vara en del av det."
Det råder ofta förvirring om vilken av bandets två sångare som utför de olika stilarna av sång: Jaime Hooper sjunger skrik och morrande, medan Cam Pipes ger falsettliknande sång.
Bandet upplöstes 2015.

## Bandmedlemmar

### Senaste medlemmar
- Cam Pipes – sång (2001–2015)
- Shane Clark – gitarr (2004–2015), basgitarr (2009–2015)
- Justin Hagberg – gitarr, keyboard (2004–2015), skrikande sång (2008–2015), basgitarr (2009–2015)
- Ash Pearson – trummor (2007–2015)

### Tidigare medlemmar
- Rich Trawick – basgitarr (1999–2004)
- Geoff Trawick – trummor (1999–2004)
- Bobby Froese – gitarr (1999–2004)
- Sunny Dhak – gitarr (1999–2004)
- Jamie Hooper – sång, skrikande sång (1999–2008)
- Brian Redman – basgitarr (2004–2006; död 2009)
- Matt Wood – trummor (2004–2005)
- Alexei Rodriguez – trummor (2005–2007)
- Nick Cates – basgitarr (2006–2009)

### Turnerande medlemmar
- Steve Ericson – basgitarr (2009–2011)
- Aaron "Boon" Gustafson – basgitarr (2011)
- Byron Stroud – basgitarr (2012–2013)
- Pete Griffin – basgitarr (2013)
- Nick Cates – basgitarr (2015)

## Diskografi

### Studioalbum
- 2002 – Battlecry Under a Wintersun
- 2004 – Advance and Vanquish
- 2007 – Fire Up the Blades
- 2009 – Here Waits Thy Doom
- 2012 – Long Live Heavy Metal

### EP
- 2001 – Sect of the White Worm
- 2007 – Trial of Champions
- 2011 – Anthems for the Victorious
- 2013 – Live at Mushroom: Vol. I
- 2013 – Live at Mushroom: Vol. II
- 2013 – Live at Mushroom: Vol. III

### Singlar
- 2003 – "Ride Darkhorse, Ride"
- 2003 – "Destroy the Orcs"
- 2004 – "Deadly Sinners"
- 2007 – "The Goatrider's Horde"